# Lista de municípios do Tocantins por população

Tocantins é dividido em 139 municípios.

Esta lista de municípios do Tocantins por população com data de referência em 1º de agosto de 2022, está baseada no Censo 2022 publicado pelo IBGE.
O Tocantins é uma das 27 unidades federativas do Brasil e é dividida em 139 municípios. O território tocantinense equivale a 3,26% do brasileiro e com mais de 1,51 milhões de habitantes (0,74% da população brasileira), o estado possui a décima maior área territorial e o vigésimo quarto contingente populacional dentre os estados do Brasil.
A cidade mais populosa do Tocantins é Palmas, a capital estadual, com aproximadamente 303 mil habitantes. Em seguida, vem Araguaína com mais de 171 mil habitantes.

## Municípios

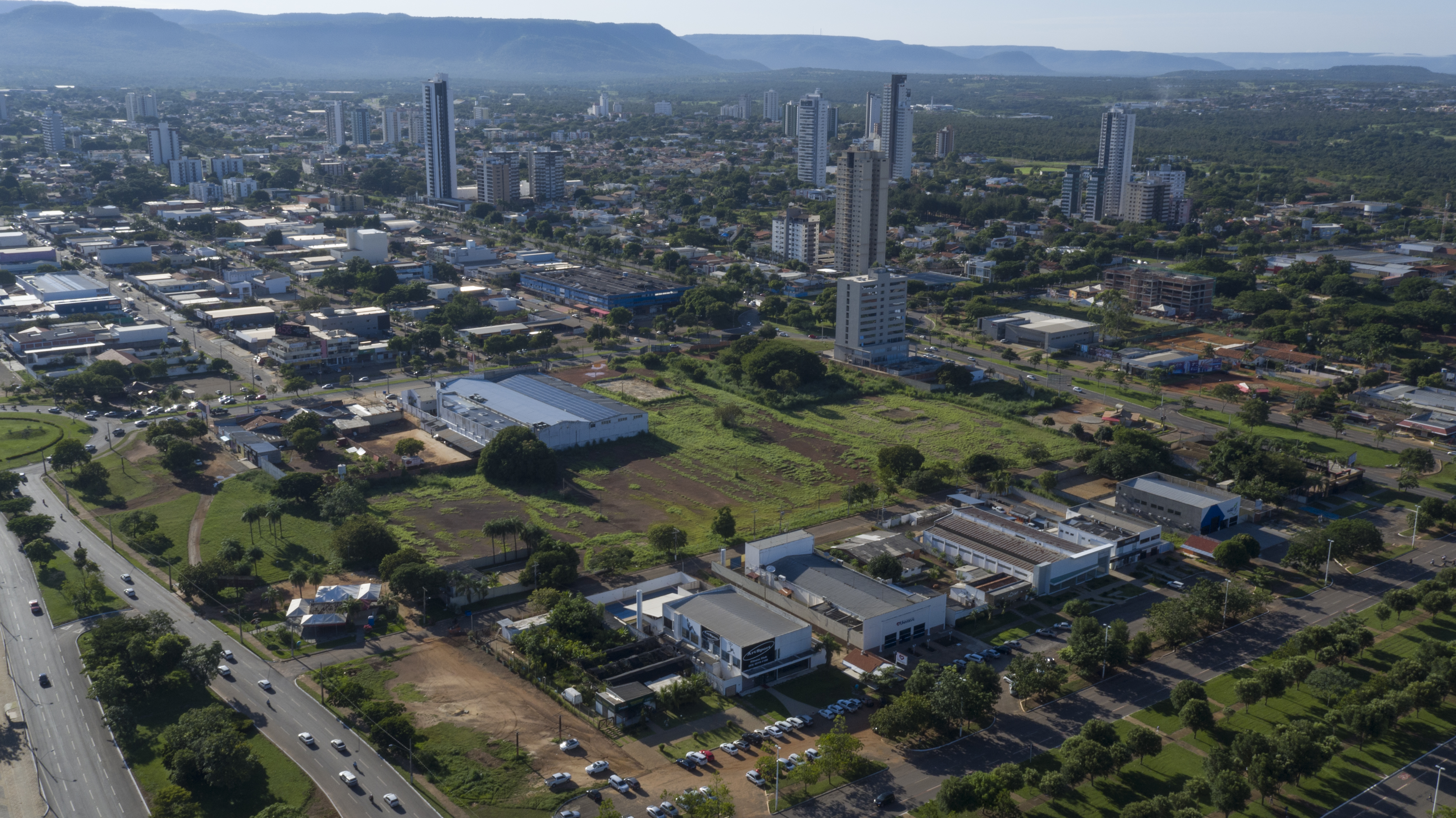
Palmas é a capital do estado e o município mais populoso.

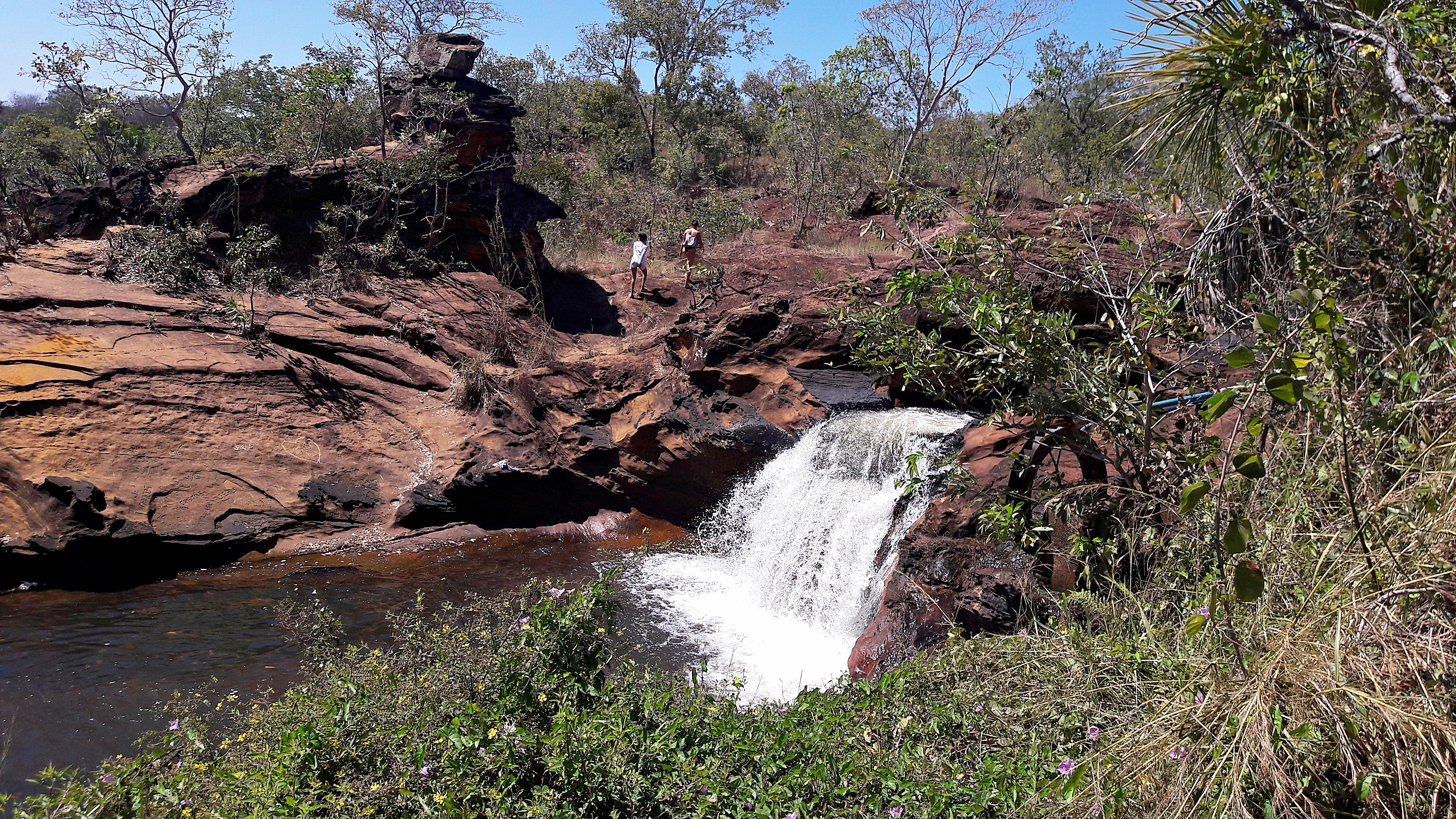
Araguaína é o segundo município mais populoso do estado.

| Pos.                        | Município                    | População                  |
| Mais de 100.000 habitantes  | Mais de 100.000 habitantes   | Mais de 100.000 habitantes |
| --------------------------- | ---------------------------- | -------------------------- |
| 1                           | Palmas                       | 302 692                    |
| 2                           | Araguaína                    | 171 301                    |
| Menos de 100.000 habitantes |                              |                            |
| 3                           | Gurupi                       | 85 126                     |
| 4                           | Porto Nacional               | 64 418                     |
| 5                           | Paraíso do Tocantins         | 52 360                     |
| Menos de 50.000 habitantes  |                              |                            |
| 6                           | Colinas do Tocantins         | 34 233                     |
| 7                           | Araguatins                   | 31 918                     |
| 8                           | Guaraí                       | 24 775                     |
| 9                           | Tocantinópolis               | 22 615                     |
| Menos de 20.000 habitantes  |                              |                            |
| 10                          | Formoso do Araguaia          | 18 881                     |
| 11                          | Miracema do Tocantins        | 18 566                     |
| 12                          | Dianópolis                   | 17 739                     |
| 13                          | Augustinópolis               | 17 484                     |
| 14                          | Lagoa da Confusão            | 15 288                     |
| 15                          | Pedro Afonso                 | 14 055                     |
| 16                          | Taguatinga                   | 14 011                     |
| 17                          | São Miguel do Tocantins      | 13 241                     |
| 18                          | Miranorte                    | 12 701                     |
| 19                          | Goiatins                     | 12 433                     |
| 20                          | Sítio Novo do Tocantins      | 10 830                     |
| 21                          | Paranã                       | 10 542                     |
| 22                          | Wanderlândia                 | 10 522                     |
| 23                          | Xambioá                      | 10 517                     |
| 24                          | Nova Olinda                  | 10 367                     |
| 25                          | Ananás                       | 10 325                     |
| 26                          | Buriti do Tocantins          | 10 307                     |
| 27                          | Arraias                      | 10 287                     |
| 28                          | Axixá do Tocantins           | 10 262                     |
| Menos de 10.000 habitantes  |                              |                            |
| 29                          | Peixe                        | 9 317                      |
| 30                          | Praia Norte                  | 9 044                      |
| 31                          | Colméia                      | 8 941                      |
| 32                          | Alvorada                     | 8 802                      |
| 33                          | Natividade                   | 8 754                      |
| 34                          | Campos Lindos                | 8 653                      |
| 35                          | Araguaçu                     | 8 133                      |
| 36                          | Babaçulândia                 | 7 880                      |
| 37                          | Filadélfia                   | 7 712                      |
| 38                          | Ponte Alta do Tocantins      | 7 586                      |
| 39                          | Esperantina                  | 7 530                      |
| 40                          | Tocantínia                   | 7 459                      |
| 41                          | Santa Fé do Araguaia         | 7 216                      |
| 42                          | Pium                         | 7 128                      |
| 43                          | Divinópolis do Tocantins     | 7 024                      |
| 44                          | Palmeirópolis                | 6 975                      |
| 45                          | Itacajá                      | 6 819                      |
| 46                          | Almas                        | 6 499                      |
| 47                          | Cristalândia                 | 6 371                      |
| 48                          | Dois Irmãos do Tocantins     | 6 327                      |
| 49                          | Araguacema                   | 5 927                      |
| 50                          | Darcinópolis                 | 5 827                      |
| 51                          | Monte do Carmo               | 5 694                      |
| 52                          | São Bento do Tocantins       | 5 654                      |
| 53                          | Arapoema                     | 5 550                      |
| 54                          | Couto Magalhães              | 5 331                      |
| 55                          | Aragominas                   | 5 290                      |
| 56                          | Figueirópolis                | 5 211                      |
| 57                          | Itaguatins                   | 5 172                      |
| 58                          | Aliança do Tocantins         | 5 147                      |
| 59                          | Silvanópolis                 | 5 108                      |
| Menos de 5.000 habitantes   |                              |                            |
| 60                          | Pequizeiro                   | 4 921                      |
| 61                          | Palmeiras do Tocantins       | 4 872                      |
| 62                          | Aparecida do Rio Negro       | 4 856                      |
| 63                          | Caseara                      | 4 847                      |
| 64                          | Barrolândia                  | 4 846                      |
| 65                          | Rio Sono                     | 4 841                      |
| 66                          | Palmeirante                  | 4 798                      |
| 67                          | Combinado                    | 4 756                      |
| 68                          | Goianorte                    | 4 738                      |
| 69                          | Brejinho de Nazaré           | 4 725                      |
| 70                          | Santa Rosa do Tocantins      | 4 656                      |
| 71                          | Marianópolis do Tocantins    | 4 615                      |
| 72                          | Nazaré                       | 4 521                      |
| 73                          | Aguiarnópolis                | 4 497                      |
| 74                          | Pindorama do Tocantins       | 4 478                      |
| 75                          | Barra do Ouro                | 4 476                      |
| 76                          | São Valério                  | 4 422                      |
| 77                          | Araguanã                     | 4 310                      |
| 78                          | Dueré                        | 4 248                      |
| 79                          | Bernardo Sayão               | 4 229                      |
| 80                          | Ponte Alta do Bom Jesus      | 4 220                      |
| 81                          | Sampaio                      | 4 215                      |
| 82                          | São Sebastião do Tocantins   | 4 100                      |
| 83                          | Pau D'Arco                   | 4 043                      |
| 84                          | Bom Jesus do Tocantins       | 4 033                      |
| 85                          | Cariri do Tocantins          | 4 007                      |
| 86                          | Novo Acordo                  | 3 969                      |
| 87                          | Riachinho                    | 3 960                      |
| 88                          | Conceição do Tocantins       | 3 887                      |
| 89                          | Sandolândia                  | 3 723                      |
| 90                          | Itapiratins                  | 3 577                      |
| 91                          | Lagoa do Tocantins           | 3 516                      |
| 92                          | Fátima                       | 3 467                      |
| 93                          | Tabocão                      | 3 455                      |
| 94                          | Recursolândia                | 3 421                      |
| 95                          | Bandeirantes do Tocantins    | 3 407                      |
| 96                          | Muricilândia                 | 3 367                      |
| 97                          | Nova Rosalândia              | 3 362                      |
| 98                          | Lajeado                      | 3 357                      |
| 99                          | Aurora do Tocantins          | 3 342                      |
| 100                         | Jaú do Tocantins             | 3 334                      |
| 101                         | Carrasco Bonito              | 3 318                      |
| 102                         | Chapada da Natividade        | 3 117                      |
| 103                         | Maurilândia do Tocantins     | 3 095                      |
| 104                         | Presidente Kennedy           | 3 047                      |
| 105                         | Lizarda                      | 2 999                      |
| 106                         | Angico                       | 2 876                      |
| 107                         | Porto Alegre do Tocantins    | 2 866                      |
| 108                         | Santa Tereza do Tocantins    | 2 781                      |
| 109                         | Mateiros                     | 2 748                      |
| 110                         | Rio dos Bois                 | 2 738                      |
| 111                         | Luzinópolis                  | 2 717                      |
| 112                         | Santa Maria do Tocantins     | 2 680                      |
| 113                         | Abreulândia                  | 2 576                      |
| Menos de 2.500 habitantes   |                              |                            |
| 114                         | Talismã                      | 2 456                      |
| 115                         | Santa Terezinha do Tocantins | 2 406                      |
| 116                         | Itaporã do Tocantins         | 2 404                      |
| 117                         | Monte Santo do Tocantins     | 2 396                      |
| 118                         | São Salvador do Tocantins    | 2 385                      |
| 119                         | Piraquê                      | 2 282                      |
| 120                         | Juarina                      | 2 243                      |
| 121                         | Novo Jardim                  | 2 230                      |
| 122                         | Santa Rita do Tocantins      | 2 219                      |
| 123                         | Carmolândia                  | 2 201                      |
| 124                         | Pugmil                       | 2 193                      |
| 125                         | Centenário                   | 2 131                      |
| 126                         | Taipas do Tocantins          | 2 021                      |
| Menos de 2.000 habitantes   |                              |                            |
| 127                         | Brasilândia do Tocantins     | 1 974                      |
| 128                         | Cachoeirinha                 | 1 961                      |
| 129                         | Tupirama                     | 1 909                      |
| 130                         | Tupiratins                   | 1 874                      |
| 131                         | Novo Alegre                  | 1 846                      |
| 132                         | São Félix do Tocantins       | 1 783                      |
| 133                         | Rio da Conceição             | 1 768                      |
| 134                         | Lavandeira                   | 1 626                      |
| 135                         | Ipueiras                     | 1 590                      |
| 136                         | Sucupira                     | 1 577                      |
| 137                         | Chapada de Areia             | 1 501                      |
| 138                         | Crixás do Tocantins          | 1 470                      |
| 139                         | Oliveira de Fátima           | 1 164                      |
| Total                       | Tocantins                    | 1 511 459                  |